# Joan Crawford
Joan Crawford, geboren als Lucille Fay LeSueur (San Antonio (Texas), 23 maart 1908? – New York, 10 mei 1977), was een Amerikaans actrice. Zij speelde in talloze films en won in 1946 een Oscar voor haar rol in Mildred Pierce. Hierna werd zij nog tweemaal voor een Oscar genomineerd, die ze echter niet won. In de media werd er veel over haar geschreven vanwege haar persoonlijke leven.

## Jeugdjaren
Crawford werd geboren als het derde en jongste kind van de uit Tennessee afkomstige Thomas E. LeSueur (1868-1938) en Anna Bell Johnson (1884-1958). Ze had een oudere zus, Daisy LeSueur, die op jonge leeftijd stierf. Hal LeSueur, haar oudere broer, was aan het einde van de jaren 30 en begin jaren 40 van de 20e eeuw ook werkzaam als acteur. Ondanks de Franse achternaam was de familie bijna volledig van Engelse afkomst en leefde al enkele generaties in de Verenigde Staten. Voorouders waren Franse Hugenoten die aan het begin van de 18e eeuw van Londen naar Virginia waren geëmigreerd.
Vader LeSueur verliet het gezin rond de geboorte van Crawford en keerde nooit meer terug. Een verbitterde Anna Bell Johnson verhuisde met haar kinderen naar Lawton. Hier trouwde ze met Henry J. Cassin, de eigenaar van een theater waar vaudeville optredens plaatsvonden. In deze jaren ging Crawford door het leven onder de naam Billie Cassin. Ze was dol op de stukken die werden opgevoerd in haar stiefvaders theater en ze werd door hem aangemoedigd om ook te gaan dansen; dit werd haar grote passie. Al snel begon Crawford, net zoals de showgirls in het theater van haar stiefvader, haar eigen kostuums te maken. Ook schreef ze zelf stukken die ze vervolgens met vrienden uit de buurt opvoerde.
Haar droom om danseres te worden viel in duigen toen ze in de scherven van een gebroken melkfles stapte; ze probeerde op dat moment net te ontsnappen aan haar pianoles om met haar vrienden te gaan spelen. Ze kon anderhalf jaar lang niet naar school gaan. Na drie operaties aan haar voet kon ze uiteindelijk weer lopen en dansen.
Rond haar elfde jaar werd stiefvader Cassin erop betrapt Crawford seksueel te hebben misbruikt en in 1916 verhuisde de familie naar Kansas City. Hier runden Anna Bell Johnson en Cassin korte tijd een slechtlopend hotel. Niet veel later werd Crawford van de basisschool overgeplaatst naar een katholieke kostschool, St. Agnes. Kort daarna gingen Johnson en Cassin uit elkaar. Beiden gaven de jonge Crawford de schuld van hun scheiding; de seksuele relatie met haar stiefvader was volgens hen de oorzaak. Johnson heeft haar dochter hierom haar verdere leven veracht. Anna Bell Johnson ging na de scheiding noodgedwongen in een wasserij werken om geld te verdienen. Zij kon het schoolgeld niet meer opbrengen en Crawford werd gedwongen mee te werken om op school te kunnen blijven.

### Vervreemding en leven als student
Na haar verblijf op de kostschool werd Crawford aangenomen op de Rockingham Academy. Op haar vorige school was er al op haar neergekeken maar op de Rockingham Academy werd ze nog afschuwelijker behandeld. Ze werd zeer verwaarloosd door het lerarenkorps die de 15-jarige Crawford klusjes lieten doen in plaats van haar les te geven. Tijdens de weekenden thuis werd ze ook niet hartelijk ontvangen. Haar moeder hertrouwde met ene Mr. Hough; ze was zo bang dat Crawford ook met hem een seksuele relatie zou krijgen dat ze haar dochter dwong het huis voorgoed te verlaten.
In 1922 werd Crawford aangenomen op het Stephens College in Columbia. Eigenlijk had ze niet voldoende vooropleiding om te worden toegelaten maar met hulp van haar vroegere directeur lukte het haar toch. Ook hier moest ze hard werken om de lessen te kunnen betalen. Ze stopte al na één semester omdat ze meer tijd besteedde aan werken en feesten dan aan haar studie. Al snel keerde ze terug naar Kansas City.
Crawford hield zich in deze periode vooral bezig met feesten. Ze ging vaak met mannen mee en probeerde zo de aandacht te krijgen die ze in haar jeugd niet had gehad. Dit veranderde toen ze Ray Sterling ontmoette. Crawford werd verliefd op hem en de twee kregen een relatie. De welgemanierde en intelligente Sterling had een goede invloed op Crawford. Hij raadde haar aan meer uit het leven te halen en haar dagen niet alleen maar feestend door te brengen. Sterling wordt gezien als Crawfords eerste echtgenoot. Het is echter niet zeker dat ze getrouwd waren. Sterling bleek homoseksueel te zijn; toen Crawford hierachter kwam, begon zij te experimenteren met vrouwen.
In 1923 werkte ze enkele maanden in een warenhuis en deed auditie als danseres voor een rondreizende show van Katherine Emerine. Ze kreeg de baan; toen de show al na een paar weken werd afgelast keerde Crawford terug naar Kansas City. Ze werd gebeld door Emerine die haar vroeg om haar in Chicago te komen bezoeken. Crawford nam onmiddellijk de trein, maar toen ze in Chicago aankwam had Emerine de stad verlaten. Ze besloot om Emerines agent Ernie Young op te zoeken. Hij nam Crawford aan en zorgde ervoor dat zij rollen kreeg in verschillende revues in Oklahoma City. Later werd bekend dat ze gedwongen was tot in de late uren zakenmannen te "vermaken". Ook zijn er geruchten dat ze in deze periode gearresteerd was omdat ze werkzaam zou zijn in de prostitutie.
Toen ze voor een show in Detroit was, werd ze opgemerkt door de New Yorkse producent J.J. Schubert. Hij gaf haar een rol in zijn toneelstuk Innocent Eyes, dat in maart 1924 in première ging. Crawford ging nu weer door het leven als Lucille LeSueur en was in dit jaar te zien in de stukken Eyes en The Passing Show of 1924. In de late uren werkte ze als danseres in de Club Richman. In december 1924 werd ze door Harry Rapf, een belangrijke producent van Metro-Goldwyn-Mayer, gevraagd voor een screentest nadat hij haar had gezien in The Passing Show of 1924. Hoewel ze in eerste instantie niet veel indruk maakte, regelde de manager van The Passing Show of 1924 bij MGM nog een screentest voor Crawford. Toen ze tijdens de kerst van 1924 haar vakantie in Kansas City doorbracht, kreeg ze een telefoontje dat haar tweede auditie een groot succes was en dat ze zo snel mogelijk naar Hollywood moest komen. Op 1 januari 1925 nam ze de trein naar Hollywood.

## Periode in de stomme film (1925–1928)

### Begin van een carrière

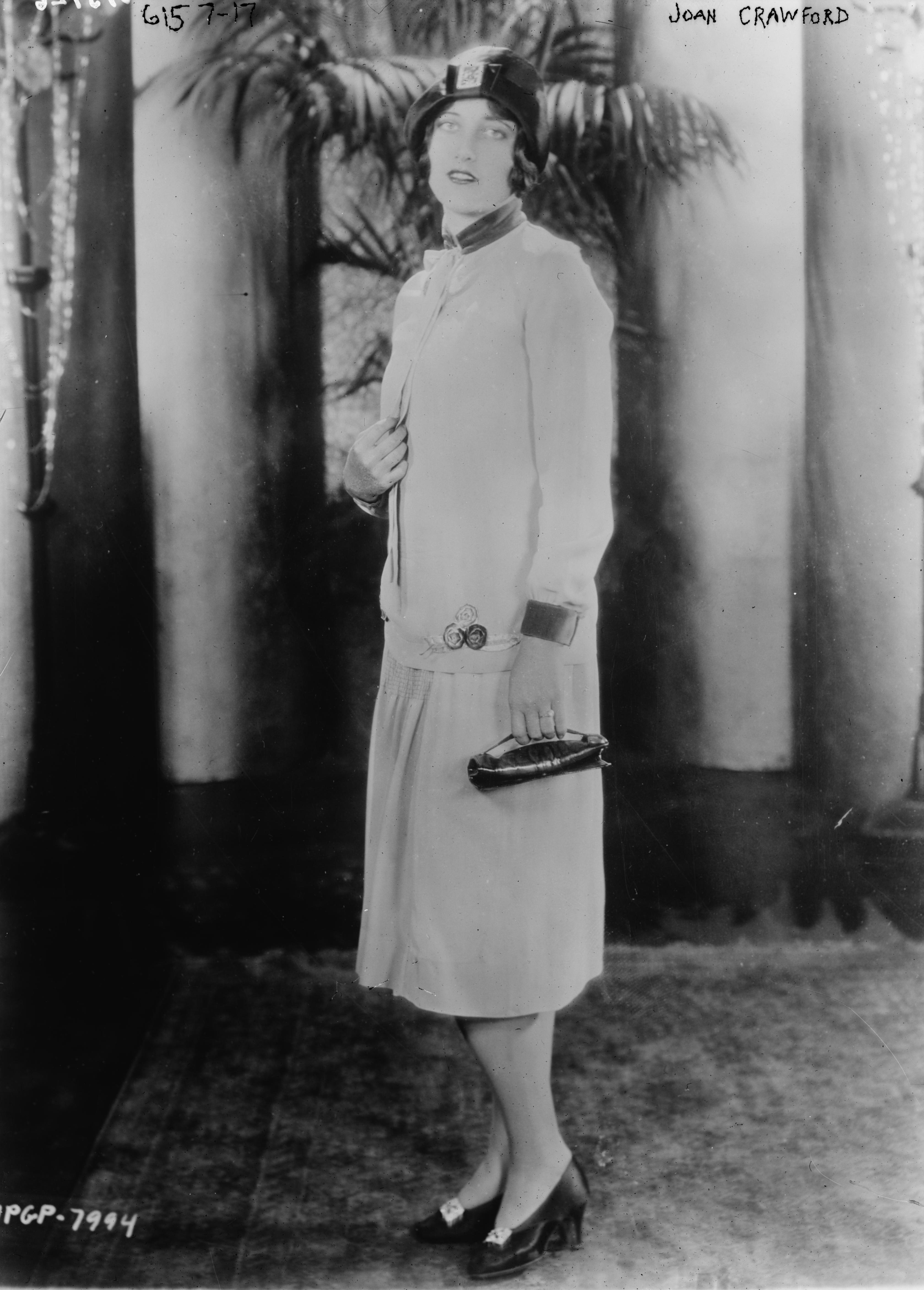
Joan Crawford aan het begin van haar carrière

Hoewel ze na haar aankomst in Hollywood onmiddellijk een filmcontract kreeg, had Crawford moeite een rol te bemachtigen. Ze ontdekte dat de studio haar contract al na 6 maanden kon verbreken. Daarom besloot ze te leren acteren om zodoende een betere kans te maken om een rol te krijgen. Tot dat moment was het dansen haar enige ambitie geweest maar ze realiseerde zich dat ze hiermee alleen niet kon doorbreken. Ze begon rond te hangen op filmsets om de acteurs te zien werken en vroeg haar mentoren Harry Rapf en Paul Bern om advies voor haar carrière. Ze leerde hoe ze op de juiste manier moest poseren voor foto's en hoe ze zich zo aantrekkelijk mogelijk kon opmaken. Ze verscheen in befaamde restaurants en nachtclubs. Het lukte Crawford om opgemerkt te worden door de pers.
Ook won ze verschillende danscompetities en groeide toch uit tot een bekende danseres. Door haar carrière als danseres werd ze opgemerkt door miljonairszoon Michael Cudahy. De twee werden danspartners en kregen al snel een relatie. Door hun verschillende afkomst bleef deze echter niet lang bestaan. Rond deze periode ontstond wel een levenslange vriendschap met de acteur William Haines. Haines raadde Crawford aan om sociale contacten te leggen met mensen die bij MGM aanzien hadden, waaronder Irving Thalberg, Louis B. Mayer en cameraman Johnny Arnold. Arnold raakte gefascineerd door Crawfords unieke gezicht en begon haar professioneel te fotograferen.
Al het harde werk zorgde voor resultaat. In februari 1925 werd ze de 'body double' van Norma Shearer voor de film Lady of the Night. Naar Crawfords eigen zeggen behandelde Shearer haar verschrikkelijk en negeerde ze haar het grootste gedeelte van de tijd. De twee groeiden uit tot grote rivalen. Niet veel later was ze opnieuw tegenover Shearer te zien in Pretty Ladies. Het is de enige film waarin ze genoemd staat als "Lucille LeSueur". Vlak hierna werd namelijk haar naam veranderd omdat Mayer vond dat haar naam té veel klonk als "sewer" (riool). Mayer organiseerde een wedstrijd in een tijdschrift. De beste ingezonden naam zou de nieuwe naam van Crawford worden. Het resultaat was "Joan Arden", maar omdat deze naam al in gebruik was, werd het de tweede keuze: "Joan Crawford". Crawford moest in het begin heel erg wennen aan haar achternaam, omdat het haar deed denken aan "Crawfish".

### Opkomst als actrice op de voorgrond
Na enkele bijrollen onder de naam Joan Crawford te hebben gehad, was ze in november 1925 te zien in de voor kindster Jackie Coogan gecreëerde film Old Clothes. Het was de eerste hoofdrol van Crawford. Ze werd in deze film echt als actrice gezien. Dit leidde tot een hoofdrol in Sally, Irene and Mary. Deze film werd een succes en Crawford had voor het eerst het gevoel dat er toekomst zat in haar carrière als actrice.
Ondanks het succes van Sally, Irene and Mary zorgde deze film niet voor een echte grote doorbraak, waardoor Crawford nog steeds gedwongen was alle aangeboden rollen te accepteren. Haar volgende film The Boob (1926) flopte enorm en Crawford heeft er zelf ook nooit positief over gesproken. Hoewel 1926 geen topjaar was voor Crawford vanuit artistiek opzicht, zag Mayer haar inzet en vastberadenheid en verhoogde haar salaris naar $250 per week. Ze besloot een nieuw appartement en een auto te kopen. Ze bracht haar moeder en haar broer op de hoogte van haar succes; deze hebben de rest van hun leven geprobeerd hier misbruik van te maken. Ook al werd Crawford slecht door hen behandeld, ze bleef hen financieel bijstaan tot aan hun dood.

### Serieuze actrice

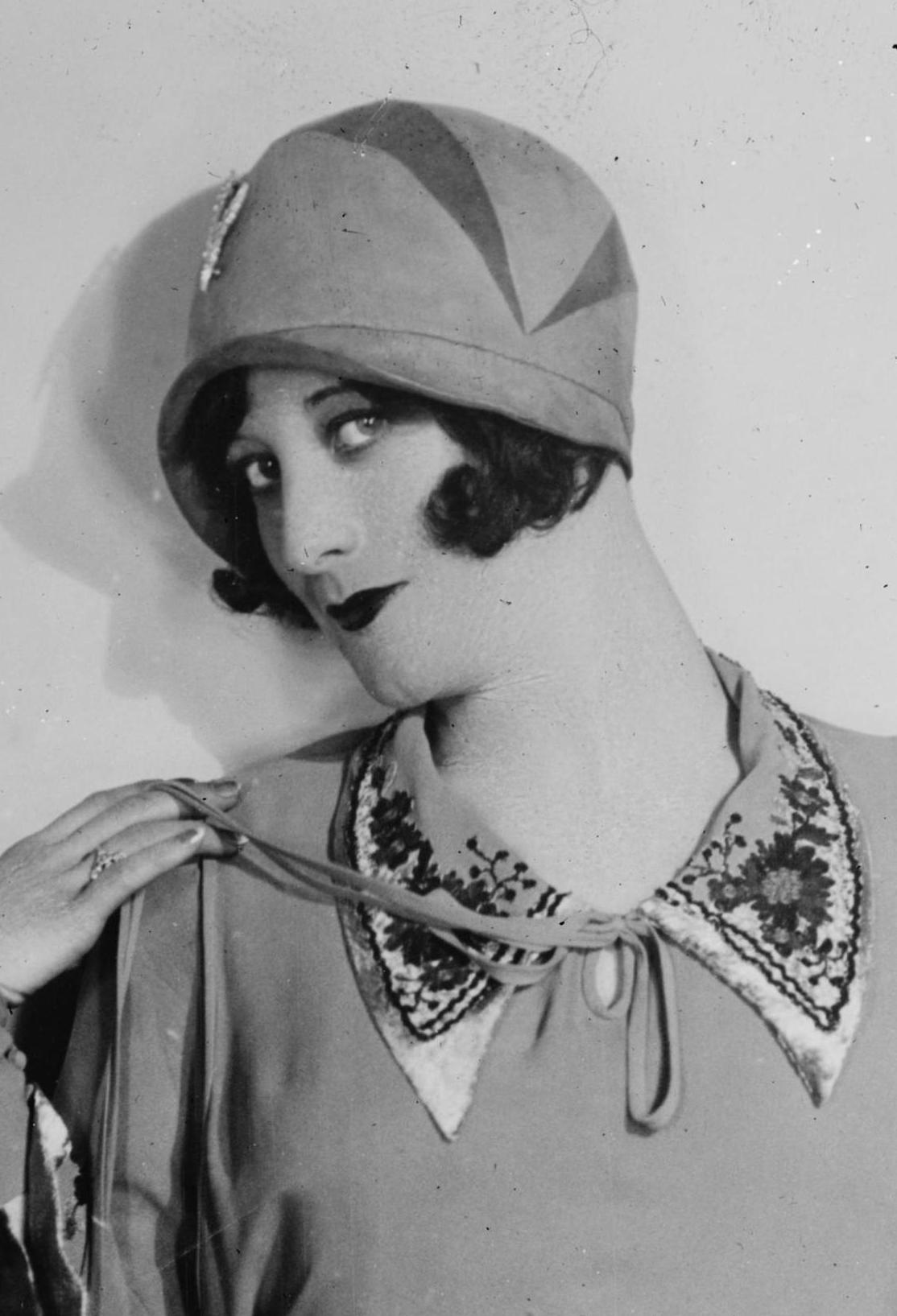
Crawford in 1927

In 1927 kreeg ze voor het eerst lof van de critici toen ze tegenover Owen Moore te zien was in The Taxi Dancer. Ze werd vanwege haar acteerprestatie in deze film vergeleken met de legendarische actrice Clara Bow en werd uitgeroepen tot het volgende "It"-meisje. Nog in hetzelfde jaar was ze tegenover Lon Chaney te zien in The Unknown. Crawford bewees zichzelf opnieuw als serieuze actrice. Ze vertelde ontzettend veel van Chaney te hebben geleerd. Na deze film wist ze voor het eerst zeker dat ze een "echte actrice" wilde worden.
Omdat The Unknown een groot succes werd en Crawford veel waardering kreeg voor haar vertolking, besloot de studio haar tegenover John Gilbert te casten in Twelve Miles Out (1927). Gilbert zat op dat moment op het hoogtepunt van zijn carrière en had een relatie met Greta Garbo. Hoewel hij hierdoor tijdens het filmen meerdere malen werd afgeleid, werd deze film toch een groot succes.
Crawford was in verscheidene succesvolle romantische films te zien en ontmoette vlak voor het begin van het filmen van Rose-Marie (1928) acteur Douglas Fairbanks jr. Ze werd tot over haar oren verliefd op de zoon van Douglas Fairbanks en zij zouden uiteindelijk in 1929 trouwen.

## Hoogtepunt in haar carrière (1928–1937)

### Gevolg vanOur Dancing Daughters

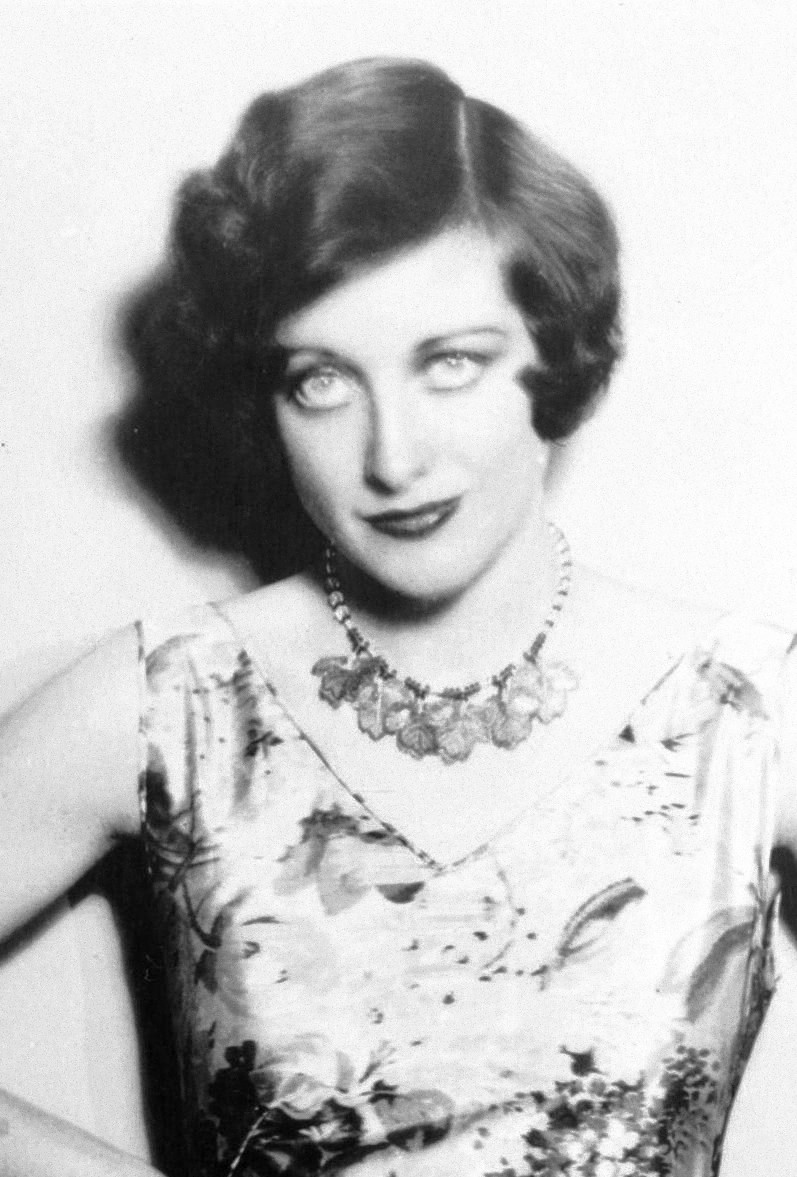
Crawford vlak nadat Our Dancing Daughters werd uitgebracht

In 1928 was ze te zien in Our Dancing Daughters. De film was eigenlijk geschreven voor Clara Bow maar toen zij de rol afwees greep Crawford haar kans onmiddellijk. Crawford kreeg in deze film de kans haar danstalenten te tonen. De film werd een enorm succes en maakte van Crawford een grote filmster. Ze kreeg er talloze fans bij en haar salaris werd verdubbeld. Als gevolg van het succes was ze in 1929 te zien in het vervolg Our Modern Maidens.
Toen de stomme film in 1929 verleden tijd was besloot Crawford niet alleen serieuze rollen op zich te nemen maar uit te groeien tot een veelzijdige, volwassen actrice. Dit deed ze met de hulp van haar man Fairbanks. Paid (1930) was haar eerste film in deze nieuwe fase.

### Succesvolle jaren
In 1931 werd Crawford voor het eerst tegenover Clark Gable gecast in Dance, Fools, Dance. Omdat de chemie tussen de acteurs verbazend groot was, werd deze romantische film een enorm succes. Ze werden al snel weer samen gecast in de film Laughing Sinners (1931). Tijdens de opname van Possessed kreeg Crawford een affaire met Gable. Louis B. Mayer droeg de acteur op de relatie te beëindigen; Crawford en Gable bleven elkaar echter in het geheim zien.
Crawford onderging in 1932 opnieuw een make-over. Ze viel af en transformeerde in een goed uitziende volwassen vrouw. In hetzelfde jaar werd nog weer eens bewezen dat ze een echte ster was, toen ze gecast werd voor de film Grand Hotel. De rolbezetting van deze film bestond uit uitsluitend grote sterren, waaronder Greta Garbo, John Barrymore, Lionel Barrymore en Wallace Beery. Crawford bewees dat ze zichzelf ook in een film met andere populaire acteurs goed op de voorgrond kon plaatsen. In hetzelfde jaar begon haar huwelijk met Fairbanks te verslechteren, aangezien het moeilijk was haar affaire met Gable te verbergen. In 1933 vroeg Crawford een scheiding aan.
Op de set van de film Today We Live (1933) leerde ze Franchot Tone kennen. Ze werden verliefd en kregen een relatie. Zowel Tone als Gable waren haar tegenspelers in haar volgende film Dancing Lady. Ze had tijdens het maken van deze film met beide acteurs een relatie. Ze was in de periode 1933-1936 meerdere malen te zien tegenover Gable en Tone. Uiteindelijk trouwde ze in 1935 met Tone hoewel ze op dat moment al niet meer goed met elkaar overweg konden. Crawford was als actrice bekender dan haar man en hij kon hier niet goed mee omgaan.
Crawford was in talloze films van MGM te zien en kreeg de bijnaam "The queen of MGM" (de koningin van MGM). Ze stond bekend om haar gevoel voor mode en glamour. Toen ze deze reputatie begon te verliezen, moest Crawford bewijzen dat ze meer was dan enkel een gezicht. Ze kreeg in 1936 meerdere keren negatieve kritieken voor haar acteerprestaties. Desondanks werd ze niet veel later uitgeroepen tot de "Queen of Movies" (Koningin van de film).

## Afname bij MGM (1937–1943)

### Einde van een huwelijk

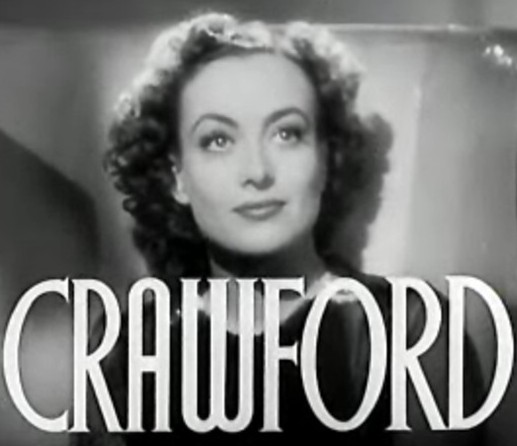
Crawford in The Last of Mrs. Cheyney (1937)

In 1937 was Crawford te zien in The Last of Mrs. Cheyney. Het zou haar laatste succesvolle film bij MGM zijn totdat in 1939 The Women werd uitgebracht. Crawford had namelijk huwelijksproblemen en was met haar gedachten niet bij het acteren. Haar contract bij de studio was niet meer zeker en de tijdschriften omschreven Crawford als "Box Office Poison". De term hield in dat een film met Crawford hoogstwaarschijnlijk een flop zou worden. (Andere acteurs die deze titel ook ooit kregen, waren Katharine Hepburn, Greta Garbo, Marlene Dietrich, Mae West en Fred Astaire.)
Tijdens het maken van Mannequin (1937) kreeg Crawford een affaire met tegenspeler Spencer Tracy. Ook Tracy was ongelukkig getrouwd. De affaire duurde echter niet lang omdat Crawford voortdurend bleef klagen over Tracy's drankprobleem. Crawford vond dat de studio haar scripts van steeds minder niveau gaf. Ze hoopte dat The Shining Hour (1938) haar van de ondergang zou redden, maar ook deze film werd een flop. Crawford zag dat de studio Greta Garbo en Norma Shearer al had ontslagen en ging wanhopig op zoek naar een goede rol.
Op 11 april 1939 scheidde ze van Tone.

### Kleine comeback

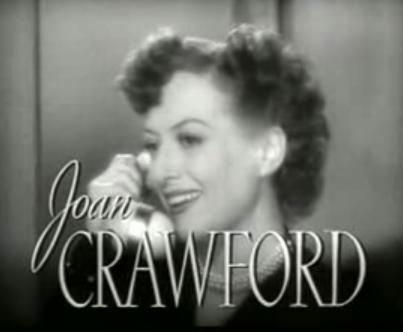
Crawford in The Women (1939)

Crawford kreeg de rol van Scarlett O'Hara aangeboden in Gone with the Wind maar sloeg deze af omdat ze wist dat oorlogsfilms bij het publiek niet populair waren. De rol ging uiteindelijk naar Vivien Leigh. Ondertussen was regisseur George Cukor bezig met het voorbereiden van een verfilming van het populaire Broadway toneelstuk The Women. Crawford kreeg de rol van Crystal Allen en was tegenover rivale Norma Shearer en vriendin Rosalind Russell te zien. Voor het eerst in lange tijd kreeg ze weer lof van de critici.
Omdat Crawford bezig leek te zijn aan een comeback en Gable succesvol was met de film Gone with the Wind, besloot de studio ze opnieuw tegenover elkaar te casten. In 1940 waren ze samen te zien in Strange Cargo. De film werd haar achtste en laatste film met Gable en ook deze werd weer een groot succes. Crawford kreeg opnieuw positieve kritieken.
Crawford was na Strange Cargo in nog een paar succesvolle films van Cukor te zien, waaronder A Woman's Face uit 1941.

### Breuk met MGM
A Woman's Face bleek echter Crawfords laatste film bij MGM te zijn met een hoog kwaliteitsgehalte. In 1942 was ze te zien in They All Kissed the Bride. Ze verving Carole Lombard, die tijdens het maken van de film was omgekomen bij een vliegtuigongeluk.
Ook ontmoette ze in dit jaar Phillip Terry, een acteur die voornamelijk in B-films te zien was. Ze trouwde met hem op 21 juli 1942. Samen met hem adopteerde ze in 1943 een meisje, dat ze Christina Crawford noemde. Ze vertelde zelf dat ze geen kinderen kon krijgen en meerdere keren een miskraam had gehad. Het is niet zeker of dit waar is of niet.
Ondertussen maakte ze voor de studio de films Reunion in France (1942) en Above Suspicion (1943). Beide films werden slecht ontvangen. In juni 1943 werd haar contract na 18 jaar verbroken. Het is onduidelijk of MGM haar geen filmrollen meer aanbood of dat Crawford zelf de studio had gevraagd haar contract te beëindigen.

## Warner Brothers & Comeback (1943–1952)

### Oscar

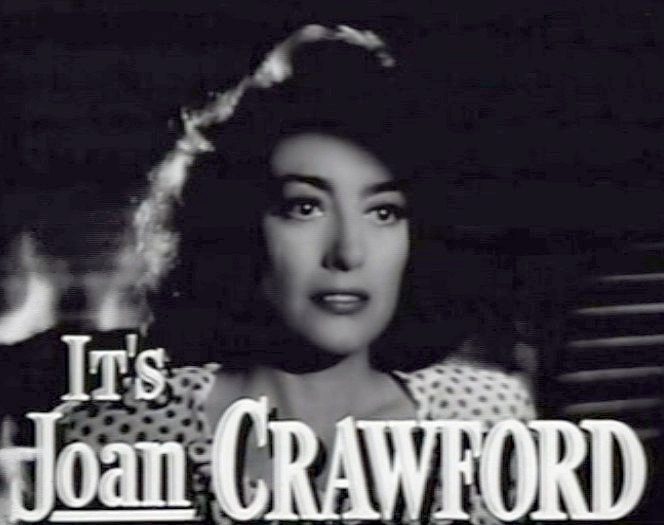
Crawford in Mildred Pierce (1945)

Drie dagen nadat haar contract bij MGM werd beëindigd, tekende ze een contract bij Warner Bros Studios. Haar salaris bij MGM was drie keer zo hoog geweest maar dit maakte Crawford niet veel uit. Het duurde echter niet lang voordat ook Warner Brothers haar dreigde te schorsen. Ze had namelijk al drie filmrollen afgeslagen en werd afgewezen voor verschillende films. Jack Warner was razend op de actrice en besloot haar geen salaris meer uit te betalen.
Crawford was een jaar lang niet in films te zien en stortte zichzelf in die periode op haar gezin. Ze adopteerde met haar man een zoon die ze Philip jr. noemde. Ze besloot weer te gaan werken toen ze haar zinnen had gezet op de rol van Mildred Pierce Beragon in Mildred Pierce. Bette Davis en Rosalind Russell hadden de rol afgewezen en regisseur Michael Curtiz wilde nu Barbara Stanwyck voor de titelrol. Crawford liet zich niet weerhouden door het feit dat Stanwyck al had laten weten geïnteresseerd te zijn in de rol, en deed een screentest. Curtiz wilde in eerste instantie niet samenwerken met Crawford maar veranderde van gedachten toen hij haar screentest zag. Hij gaf haar de rol.
Voor deze rol werd Crawford voor het eerst in haar carrière genomineerd voor een Oscar. MGM nam niet de moeite om Crawford te promoten voor de prijs. Haar concurrenten waren namelijk Ingrid Bergman, Jennifer Jones, Greer Garson en Gene Tierney, allemaal actrices die al eerder Oscars hadden gewonnen. Crawford werd hier zeer nerveus van. Ze kreeg last van paniekaanvallen waardoor ze de ceremonie niet kon bijwonen.
Crawford won de Oscar en deze werd haar aan haar bed overhandigd door regisseur Curtiz. Niet veel later vroeg Crawford een scheiding aan van haar man en veranderde ze de naam van haar zoon Philip jr. in Christopher. Ze vertelde nooit te hebben gehouden van haar man en sprak na de scheiding bijna nooit meer over hem. In deze periode ontwikkelde Crawford een drankverslaving die in de loop der jaren steeds erger werd.

### Succes bij Warner Brothers
Crawford kreeg als gevolg van het succes van Mildred Pierce weer scripts van goede kwaliteit aangeboden. Haar volgende films Humoresque (1946) en Possessed (1947) werden allebei een groot succes. Crawford vertelde over Possessed dat dit haar moeilijkste filmrol was. Ze werd opnieuw genomineerd voor een Oscar maar de prijs ging ditmaal naar Loretta Young.
Haar volgende film Daisy Kenyon (1947) werd eveneens weer een groot succes. Ze kon zeer goed overweg met haar tegenspeler Henry Fonda. Rond deze periode adopteerde ze twee kinderen die ze Cindy en Cathy noemde. In dezelfde tijd ontstond er een rivaliteit tussen Crawford en Bette Davis, die op dat moment in een reeks geflopte films te zien was.
In 1950 had Crawford een rol in The Damned Don't Cry, die door Vincent Sherman werd geregisseerd. Crawford had een vier jaar durende affaire met de regisseur, die zelf getrouwd was.
Ondanks haar populariteit probeerde Warner Bros Crawfords contract te beëindigen door haar minder goede scripts aan te bieden. Jack Warner bood haar de hoofdrol in This Woman Is Dangerous (1952) aan, denkend dat de actrice er dan wel genoeg van zou hebben. Tot zijn ergernis accepteerde ze de rol. Ze begreep de hint echter en vroeg begin 1952 zelf of haar contract kon worden beëindigd. De studio stond dit toe.

## Leven als een zakenvrouw (1952–1959)

### Freelance-carrière
Crawford eindigde haar affaire met Sherman toen hij niet bereid was zijn gezin voor haar te verlaten. Als gevolg hiervan verergerde haar alcoholverslaving. Ondertussen veranderden de tijden in Hollywood en werd het normaal dat acteurs voor verschillende studio's films maakten. Crawford wilde dolgraag de hoofdrol in de film Sudden Fear van RKO Radio Pictures. Crawford kreeg de rol en was tegenover Jack Palance en Gloria Grahame te zien. Zowel Crawford als Palace en Grahame sleepten een Oscarnominatie in de wacht. De prijs ging uiteindelijk naar Shirley Booth. Desondanks werd Crawford, die inmiddels bijna 50 jaar oud was, opnieuw populair bij het publiek.
Crawford werd vervolgens gecast in From Here to Eternity (1953), maar werd vervangen door Deborah Kerr toen ze al te veeleisend werd. Wel was ze dat jaar te zien in Torch Song, die werd uitgebracht door MGM. Deze film flopte gigantisch en het zou uiteindelijk de laatste film zijn die ze voor die studio maakte. Desondanks bleef Crawford altijd lovend spreken over deze film.
Crawford ontwikkelde in deze periode een hard en dominant imago. Ze had moeite om haar leeftijd te accepteren en het werd moeilijker om een rol te krijgen. Daarnaast had ze op de set van haar volgende film Johnny Guitar (1954) constant ruzie met tegenspeler Mercedes McCambridge.

### Persoonlijke tegenslagen
Hoewel Crawford nog steeds filmrollen wist te krijgen, ging het slecht met haar privéleven. Ze had sinds haar scheiding van Terry slechts enkele serieuze relaties gehad en zou, net zoals in de jaren 20, veel losse seksuele relaties hebben gehad met mannen die ze nauwelijks kende. De pers schreef talloze verhalen over haar seksleven. Zo werd er beweerd dat ze seksuele relaties zou hebben gehad met Yul Brynner en Rock Hudson. Ook werd er geschreven dat ze fysiek misbruikt zou zijn door een vrachtwagenchauffeur.
Aan het begin van de jaren 50 waren er ook thuis veel problemen. Zoon Christopher was al meerdere malen van huis weggelopen en de politie werd een aantal keren gebeld vanwege luidruchtige ruzies en handgemeen tussen Crawford en haar dochter Christina. In 1954 stuurde ze haar vier kinderen naar een kostschool.

### Bijdrage aan Pepsi
De zaken veranderden toen Crawford in 1955 zakenman Alfred Steele ontmoette, de CEO van Pepsi. Al in mei van dat jaar trouwden ze. Steele was de eerste man van Crawford die net zo ambitieus was in zijn werk als Crawford dat was in haar carrière. Crawford was al bezig met het plannen van haar pensioen en besloot Steele te helpen met zijn werk voor Pepsi. Ze werd een actieve woordvoerster en was razend enthousiast over het feit dat ze haar steentje bijdroeg aan het bedrijf. Samen kochten ze een appartement met uitzicht op Central Park. Crawford bleef in haar vrije tijd nog films maken, maar het was geen prioriteit meer.
In 1959 stierf Crawfords moeder, die ze tot haar dood financieel had bijgestaan, op 74-jarige leeftijd. Dit kwam hard aan bij Crawford. Niet veel later stierf Steele onverwachts aan een hartaanval. Crawford bleef alleen en gebroken achter. Ze besloot een rol te accepteren in de film The Best of Everything (1959) om over de dood van haar man heen te komen. Crawford had echter het gevoel dat haar carrière als actrice voorbij was en had geen plezier meer in het maken van films.
Financieel stond ze er ook niet goed meer voor.

## Laatste fase van een carrière (1960–1972)

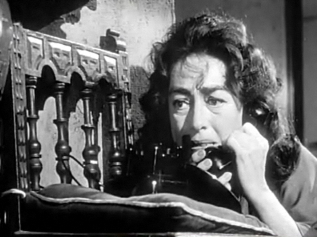
Crawford What Ever Happened to Baby Jane? (1962)

Toen Crawford geen rollen meer aangeboden kreeg nam ze het heft in eigen handen en bezocht aan het einde van 1961 actrice Bette Davis op Broadway. Ze sprak met haar over het boek What Ever Happened to Baby Jane en suggereerde dat een verfilming waarin ze beiden zouden spelen goed zou zijn voor hun carrière. Zes maanden later was de horrorfilm in productie, met Robert Aldrich als regisseur.
What Ever Happened to Baby Jane? werd in 1962 uitgebracht en werd een enorm succes. Davis en Crawford stonden in de pers al verscheidene decennia bekend als rivalen en er gingen veel geruchten over wat er op de set zou hebben plaatsgevonden. Zo moest Davis Crawford in een scène schoppen; in plaats van te doen alsof zou Davis Crawford echt tegen haar hoofd hebben geschopt, waar ze verscheidene hechtingen aan over zou hebben gehouden.
Davis werd uiteindelijk genomineerd voor een Oscar en Crawford niet. Dit was voor Crawford geen schok. Anne Bancroft won uiteindelijk de prijs voor haar rol in The Miracle Worker (1962) maar kon de ceremonie niet bijwonen. Crawford accepteerde de Oscar voor Bancroft, hetgeen Davis haar nooit heeft vergeven. Ze zag dit namelijk als een poging om haar af te troeven. Davis zag Crawford altijd als een "filmster" en zichzelf als een "actrice".
Het publiek hunkerde naar een nieuwe film met Davis en Crawford. Deze werd in 1964 uitgebracht onder de titel Hush... Hush, Sweet Charlotte. Crawford trok zich echter terug vlak nadat het filmen was begonnen en werd vervangen door Olivia de Havilland. Wel maakte ze een reeks andere horrorfilms, waaronder Strait-Jacket (1964), I Saw What You Did (1965), Berserk! (1967) en Trog (1970).

### Televisiecarrière
Crawford besefte in de jaren 60 dat haar filmcarrière zo goed als voorbij was. Daarnaast probeerde Pepsi vanwege haar leeftijd van haar af te komen als woordvoerster. Ook haar drankverslaving was niet verenigbaar met publieke verschijningen voor Pepsi en uiteindelijk werd dit argument gebruikt om haar te kunnen ontslaan.
Omdat ze nog maar weinig films maakte, richtte Crawford zich op een carrière bij de televisie. Ze had gastrollen in verschillende televisieseries en was regelmatig te zien in talkshows. In 1968 verving ze een week haar dochter Christina in de soapserie The Secret Storm. Crawford nam haar dochters rol, een 28-jarige vrouw, over. Christina werd niet veel later ontslagen bij de soap en zij gaf haar moeder hier de schuld van. Crawford was voor het laatst op televisie te zien in 1972, met een gastrol in The Sixth Sense.

## De laatste jaren (1973–1977)
Crawford trok zich volledig terug voor de pers en media. Ze verscheen op 23 september 1974 voor het laatst in het openbaar tijdens een evenement in de NYC's Rainbow Room ter ere van haar vriendin Rosalind Russell. Toen ze de volgende dag haar foto's in de krant zag, schrok ze zo van haar uiterlijk dat ze besloot om nooit meer in aanwezigheid van de pers in het openbaar te verschijnen.
In december 1974 kreeg ze haar drankverslaving onder controle. Ze verliet haar kleine flat in New York nog maar nauwelijks. Ze liet zich verzorgen door haar twee jongste dochters, Cindy en Cathy, en door twee fans die bij haar introkken. Met Christina en Christopher had ze nog maar nauwelijks contact. Tot aan het einde van 1976 verliet ze haar flat alleen om vrienden en buren te bezoeken. Begin 1977 stopte ze ook hiermee, evenals met haar eens regelmatige telefoontjes naar vrienden.
Crawford leek te beseffen dat haar leven bijna voorbij was. Op 8 mei 1977 gaf ze haar geliefde huisdier Shih Tzu weg. Twee dagen later, op 10 mei, stierf Joan Crawford op 71-jarige leeftijd. Vastgesteld werd dat ze was overleden aan een acuut hartinfarct, hoewel sommige bronnen leverkanker als doodsoorzaak noemen. Weer anderen zien in haar sterfdatum een aanwijzing dat ze zelfmoord zou hebben gepleegd: 10 mei was namelijk haar trouwdag met Steele. Crawford werd gecremeerd. Haar as ligt naast die van Steele in het Ferncliff Mausoleum in New York.

## Mommie Dearest
In 1978 bracht dochter Christina een boek uit dat ze de titel Mommie Dearest gaf. Dit boek werd slechts één jaar na de dood van Crawford uitgebracht, vlak nadat Christina te horen had gekregen dat ze niets van haar moeder zou erven.
In het boek beschreef Christina haar relatie met haar moeder. Ze beweerde dat ze het slachtoffer was geweest van kindermishandeling in de tijd dat haar moeder alcoholverslaafde was, en dat haar moeder haar carrière belangrijker vond dan het welzijn van haar kinderen. Ook meldde ze dat de adoptie van haar kinderen slechts een publiciteitsstunt was. Crawford gaf haar kinderen geen liefde. Christina beschreef verder dat haar moeder naast talloze relaties met mannen ook romantische affaires zou hebben gehad met vrouwen.
De inhoud van het boek werd weersproken door verschillende personen die Crawford goed hadden gekend. Myrna Loy, een van de beste vriendinnen van Crawford die haar al sinds 1925 kende, gaf toe dat de actrice erg ambitieus was geweest en gedurende een grote periode van haar leven alcoholist was, maar zei dat de rest gelogen was. Christina zou al sinds haar jeugd tegen haar moeder hebben gerebelleerd. Ook ex-man Douglas Fairbanks jr. vertelde dat "de Joan Crawford in het boek niet de Joan Crawford is die hij kende".
Er waren echter ook verscheidene personen die het eens waren met Christina's beweringen. Hiertoe behoorden onder anderen Helen Hayes, June Allyson, Bette Davis en Betty Hutton. Hutton vertelde dat ze in de periode die Christina beschrijft in de buurt van Crawford woonde en regelmatig had meegemaakt dat Christina mishandeld werd. Ook Eve Arden, die goed bevriend was met Crawford, gaf toe dat ze niet erg geschikt was als moeder.

## Varia
- Amerikaanse rockband Blue Öyster Cult maakte vier jaar na Crawford's overlijden een nummer over de fictieve wederopstanding van de actrice, verwijzend naar de kindermishandeling van dochter Christina. Het is in 1981 uitgebracht op het album Fire of Unknown Origin.

## Filmografie
- 1971: Journey to Murder
- 1970: Trog
- 1969: Night Gallery
- 1969: Journey to the Unknown
- 1968: Journey to Midnight
- 1967: Berserk!
- 1965: I Saw What You Did
- 1964: Strait-Jacket
- 1964: Della
- 1963: The Caretakers
- 1962: What Ever Happened to Baby Jane?
- 1961: The Foxes
- 1959: The Best of Everything
- 1959: The Joan Crawford Show (niet uitgezonden pilot onder de naam Woman on the Run)
- 1957: The Story of Esther Costello
- 1956: Autumn Leaves
- 1955: Queen Bee (De Fatale Mevr. Phillips)
- 1955: Female on the Beach
- 1954: Johnny Guitar
- 1953: Torch Song
- 1952: Sudden Fear
- 1952: This Woman Is Dangerous
- 1951: Goodbye, My Fancy
- 1950: Harriet Craig
- 1950: The Damned Don't Cry
- 1949: Flamingo Road
- 1947: Daisy Kenyon
- 1947: Possessed
- 1946: Humoresque
- 1945: Mildred Pierce
- 1943: Above Suspicion
- 1942: Reunion in France
- 1942: They All Kissed the Bride
- 1941: When Ladies Meet
- 1941: A Woman's Face
- 1940: Susan and God
- 1940: Strange Cargo
- 1939: The Women
- 1939: The Ice Follies of 1939
- 1938: The Shining Hour
- 1937: Mannequin
- 1937: The Bride Wore Red
- 1937: The Last of Mrs. Cheyney
- 1936: Love on the Run
- 1936: The Gorgeous Hussy
- 1935: I Live My Life
- 1935: No More Ladies
- 1934: Forsaking All Others
- 1934: Chained
- 1934: Sadie McKee
- 1933: Dancing Lady
- 1933: Today We Live
- 1932: Rain
- 1932: Letty Lynton
- 1932: Grand Hotel
- 1931: This Modern Age
- 1931: Laughing Sinners
- 1931: Dance, Fools, Dance
- 1930: Paid
- 1930: Our Blushing Brides
- 1930: Montana Moon
- 1929: Untamed
- 1929: Our Modern Maidens
- 1929: The Hollywood Revue of 1929
- 1929: Tide of Empire
- 1929: The Duke Steps Out
- 1928: Dream of Love
- 1928: Our Dancing Daughters
- 1928: Four Walls
- 1928: Across to Singapore
- 1928: Rose-Marie
- 1928: The Law of the Range
- 1928: West Point
- 1927: Spring Fever
- 1927: Twelve Miles Out
- 1927: The Unknown
- 1927: The Understanding Heart
- 1927: The Taxi Dancer
- 1927: Winners of the Wilderness
- 1926: Paris
- 1926: The Boob
- 1926: Tramp, Tramp, Tramp
- 1925: Sally, Irene and Mary
- 1925: The Only Thing
- 1925: Old Clothes
- 1925: The Midshipman
- 1925: The Circle
- 1925: The Merry Widow
- 1925: A Slave of Fashion
- 1925: Pretty Ladies
- 1925: Proud Flesh
- 1925: Lady of the Night

- Bibsys: 90853185
- Biblioteca Nacional de Chile: 000045736
- Biblioteca Nacional de España: XX1097898
- Bibliothèque nationale de France: cb11936318t (data)
- Catàleg d'autoritats de noms i títols de Catalunya: 981058510915106706
- CiNii: DA11762169
- Gemeinsame Normdatei: 118638556
- International Standard Name Identifier: 0000 0000 8385 8029
- Library of Congress Control Number: n80008750
- Nationale Bibliotheek van Letland: 000321597
- MusicBrainz: 32d3f10f-d30c-4133-9af4-9c3d62e343f5
- National Archives and Records Administration: 10581370
- Bibliotheek van het Japanse parlement: 00620538
- Nationale Bibliotheek van Tsjechië: ola2002159032
- Nationale bibliotheek van Australië: 35908577
- Nationale Bibliotheek van Israël: 987007442703905171
- Nationale Bibliotheek van Polen: a0000002763779
- Nederlandse Thesaurus van Auteursnamen: 203971701
- LIBRIS: 182923
- SNAC: w6fx7qvq
- Système universitaire de documentation: 027288277
- Trove: 568167
- Union List of Artist Names: 500330926
- Virtual International Authority File: 59052380
- WorldCat: E39PBJrrB7cpww99JvFF6pVDMP